# الانتخابات الرئاسية الألمانية 1925
أجريت الانتخابات الرئاسية في ألمانيا في 29 مارس 1925، مع جولة الإعادة الثانية في 26 أبريل. كانت أول انتخابات مباشرة لمكتب رئيس الرايخ (Reichspräsident)، رئيس دولة ألمانيا خلال 1919-1933 جمهورية فايمار. تم انتخاب أول رئيس، فريدريش إيبرت، الذي توفي في 28 فبراير 1925، من قبل الجمعية الوطنية بشكل غير مباشر، ولكن دستور فايمار يتطلب أن يتم انتخاب خليفته من قبل «الشعب الألماني كله». تم انتخاب بول فون هيندينبيرغ كرئيس ثاني لألمانيا في الجولة الثانية من التصويت.

## النظام الانتخابي
خلال جمهورية فايمار، نص القانون على أنه في حالة عدم حصول أي مرشح على الأغلبية المطلقة للأصوات (أي أكثر من النصف) في الجولة الأولى من الانتخابات الرئاسية، فسيتم إجراء اقتراع ثانٍ يُعتبر فيه المرشح الذي يتمتع بأغلبية الأصوات منتخبًا. تم السماح للمجموعة بترشيح مرشح بديل في الجولة الثانية.

## الجولة الثانية
| مرشح                        | حفل                         | مدعوم من                       | أصوات      | ٪    |
| --------------------------- | --------------------------- | ------------------------------ | ---------- | ---- |
| بول فون هيندينبيرغ          | مستقل                       | DVP ، DNVP ، BVP ، NSDAP ، RLB | 1455551    | 48.3 |
| فيلهلم ماركس                | حزب الوسط                   | SPD ، DDP                      | 13,751,605 | 45.3 |
| ارنست تالمان                | الحزب الشيوعي               |                                | 1931151    | 6.4  |
| مرشحين آخرين                | مرشحين آخرين                | مرشحين آخرين                   | 13,416     | 0.0  |
| أصوات غير صالحة / فارغة     | أصوات غير صالحة / فارغة     | أصوات غير صالحة / فارغة        |            | -    |
| مجموع                       | مجموع                       | مجموع                          | 30,351,813 | 100  |
| الناخبين المسجلين / الاقبال | الناخبين المسجلين / الاقبال | الناخبين المسجلين / الاقبال    | 39,414,316 | 77.0 |
| المصدر: Nohlen & Stöver     |                             |                                |            |      |